# Room 112
Room 112 è il secondo album del gruppo R&B 112, pubblicato nel 1998 dalla Bad Boy e prodotto da Puff Daddy. I singoli estratti dall'album sono stati i brani Love Me (con la partecipazione di Lil' Zane), Anywhere (con Ma$e), Love You Like I Did e Your Letter.

## Tracce
1. Room 112 (Intro) - 1:00
2. So Much Love (Interlude) - 1:46
3. Be with You - 4:03
4. Love Me (featuring Ma$e) - 4:15
5. The Only One (featuring Lil' Kim) - 4:22
6. Anywhere (Interlude) - 1:08
7. Anywhere (featuring Lil' Zane) - 4:05
8. Love You Like I Did - 4:18
9. For Awhile (featuring Faith Evans) - 4:15
10. Don't Go Away (Interlude) - 0:47
11. Stay with Me - 4:20
12. Whatcha Gonna Do (featuring MJG) - 4:19
13. Crazy Over You - 5:20
14. Funny Feelings - 3:48
15. Never Mind - 4:01
16. Someone to Hold - 5:00
17. All My Love - 4:21
18. You Are the Only One (Interlude) - 1:45
19. Your Letter - 5:17

## Singoli
1. Love Me (featuring Ma$e)
2. Anywhere (featuring Lil' Zane)
3. Love You Like I Did
4. Your Letter